# Rajon Rîșcani
Der Rajon Rîșcani ist ein Rajon in der Republik Moldau. Die Rajonshauptstadt ist Rîșcani.

## Geographie
Der Rajon liegt im Nordwesten des Landes an der Grenze zu Rumänien entlang des Flusses Pruth. Rîșcani grenzt an die Rajons Dondușeni, Drochia, Edineț, Fălești, Glodeni und Sîngerei sowie an das Munizipium Bălți.
Neben der Hauptstadt besitzt Costești das Stadtrecht, das übrige Gebiet des Rajons ist auf ländliche Gemeinden verteilt.

## Geschichte
Der Rajon Rîșcani besteht seit 2003.

## Bevölkerung

### Bevölkerungsentwicklung
1959 lebten im Gebiet des heutigen Rajons 68.040 Einwohner. In den folgenden zwanzig Jahren stieg die Bevölkerungszahl und betrug 73.981 im Jahr 1970 und 76.847 im Jahr 1979. Während die Zahl der Einwohner bis zur Volkszählung 1989 landesweit anstieg, sank sie im Rajon Rîșcani leicht auf 75.527. Dem landesweiten Trend folgend, fiel die Einwohnerzahl des Rajons bis 2004 auf 69.454. 2014 lag sie bei 59.226.

### Volksgruppen
Laut der Volkszählung 2004 stellen die Moldauer mit 72,6 % die anteilsmäßig größte Volksgruppe im Rajon Rîșcani, gefolgt von den Ukrainern mit 22,5 %, deren Anteil damit deutlich über dem landesweiten Wert von 8,4 % liegt. Kleinere Minderheiten im Bezirk bilden die Russen mit 2,5 %, die Rumänen mit 1,1 % sowie die Gagausen und Bulgaren mit jeweils 0,1 %.

## Verkehr und Infrastruktur
Im Rajon Rîșcani befindet sich der Flughafen Bălți-Leadoveni, der zweitgrößte Flughafen des Landes.